# Contadino libero
Il contadino libero era colui che, nel feudalesimo, riusciva ad affrancarsi dal suo signore e otteneva quindi il diritto di poter pagare un fitto in denaro e non più in conferimenti di prodotti agricoli. Il contadino libero diveniva il padrone del proprio raccolto e poteva coltivare ciò che più gli conveniva, anche in base alle richieste del mercato e non più soltanto ciò che gli richiedeva il suo signore.

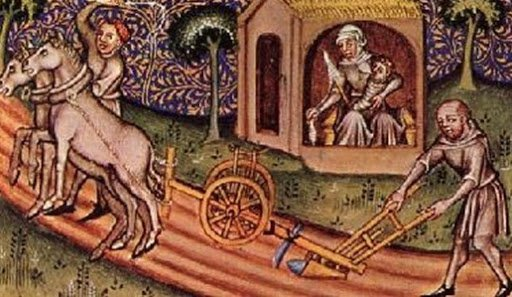
Contadini lavorano un campo intorno all'anno mille.

Questo fenomeno si rese più evidente soprattutto durante la peste nera che infuriò in Europa nel XIV secolo. La moria dei braccianti e dei servi della gleba rese molti appezzamenti di terreno abbandonati e in questo modo il signore del feudo veniva a trovarsi in gravi difficoltà senza più manodopera per le sue terre, i raccolti andavano perduti e con essi anche le ricchezze del feudatario. Quei pochi contadini che erano sopravvissuti compresero che quello era un modo per costringere il loro padrone ad affidargli terre nuove ed era una occasione unica di poter godere di una vita migliore.
Il signore del feudo dal canto suo, data la situazione, si trovava in pratica costretto ad accettare le richieste di affrancamento che gli venivano fatte.